# Lydie de Rochefort-Théobon

Rochefort-Théobon

Lydie de Rochefort-Théobon (* 1638 in Bergerac; † 23. Oktober 1708 im Schloss Marly-le-Roi), am Hofe bekannt als Mademoiselle de Théobon, ab 1678 Comtesse de Beuvron, war eine adlige französische Hugenottin aus dem Périgord, seit 1670 Hofdame in Paris, später Ehrendame und Freundin der Liselotte von der Pfalz, die trotz einer recht lange währenden und öfters wiederaufflammenden Liebschaft mit dem Sonnenkönig Ludwig XIV. zu seinen weniger bekannten Mätressen zählt. Sie wurde jedoch in zahlreichen Schreiben von einigen Zeitgenossen erwähnt, in denen Intrigen und Anekdoten ihres höfischen Lebens überliefert wurden.

## Herkunft
Sie wurde auf dem Château de Lespinassat bei Bergerac geboren und aufgezogen, einem Anwesen, das durch ihre Großmutter mütterlicherseits, Henrye d’Alba de Panisseau, in den Besitz der Familie Rochefort gelangt war. Lydie war die älteste Tochter aus der am 8. Dezember 1637 geschlossenen Ehe des Marquis Jean II. de Rochefort-Théobon (* 9. Juni 1619), einem Urenkel der Moreille de Pierre-Buffière-Châteauneuf, und der Anne de Chaussade de La Mothe, Dame von Roquefère und Lespinassat, und war über die mütterliche Linie auch Nachkomme sephardisch-jüdischer Vorfahren aus Navarra. Lydies Großvater war Charles de Rochefort-de-Saint-Angel, der um 1631 die Adelstitel Baron, ab 1649 Marquis de Théobon, Saint-Angel et Moneins, sowie den Titel des Captal-de-Puychagut trug.
Ihre Geschwister waren der aktiv für die hugenottische Partei tätige Bruder Charles Bordeaux de Rochefort (verheiratet am 21. Februar 1664 mit Marie de Caumont, Enkelin des Jacques Nompar de Caumont), und zwei Schwestern, Marie Guyonne de Rochefort-Théobon, und Françoise, später als Hofdame Mademoiselle de Loubès bekannt.  Françoise war angeblich eine Spionin für den Chevalier de Lorraine, unter anderem zur Überwachung von dessen Gattin, nachdem sie den Posten einer Demoiselle d’honneur (Ehrendame) für die Madame seconde erworben hatte, und starb im Visitantinnen-Kloster Chaillot.

## Leben

### Hofdame der Königin und Geliebte des Königs
Lydie de Théobon wurde bereits vor 1670 eine Ehrendame der französischen Königin Marie-Therese d’Autriche. Aus einem Brief vom 13. März 1671 der Madame de Sévigné an ihre Tochter ist eine Anekdote aus dem dekadenten höfischen Leben bekannt. Lydie, Madame de Ludres, Madame Louise-Philippe de Coëtlogon und Madame Marie-Antoinette de Rouvroy wurden von Lydies Hündchen gebissen. Zur Vorbeugung gegen Tollwut (damals auch Hydrophobia oder Hundswut genannt) wurde den Damen seitens der Hofärzte dreimaliges Baden in der Nordsee bei Dieppe in der Normandie verschrieben. Als Mademoiselle de Théobon sich weigerte, drohte die Königin die Entlassung aus ihren Diensten an, bis das Meerwasser die Haut der scheuen Dame berührt habe, und schließlich befahl König Ludwig XIV. höchstselbst dem Kutschenmeister Blavet, maître des coches d’Orléans, den Transport der umständlich widerstrebenden Damen zu dem vermeintlich so heilsamen Bad durchzuführen.
Im September desselben Jahres erinnert sich der savoyische Botschafter, Marquis de Saint-Maurice, an einen Vorfall während eines heftigen Sturms: «Während dieser Windeswut mussten die Damen der Königin den Hof überqueren, um ihre Schlafgemächer aufzusuchen. Sie wurden umgeworfen, ihre Kleider und Hemden auf dem Kopf, und machten ein großes allgemeines Theater daraus, insbesondere die Mademoiselles de Lannoy und de Théobon.»
Zu dieser Zeit erhielt Lydie bereits häufige Besuche vom König, was ihre Abneigung gegen die triste Reise nach Dieppe mit erklären könnte. Lydies Affäre mit dem König begann wohl kurz vor der Uraufführung des Stücks Bourgeois Gentilhomme von Molière, während eines Besuchs um 1670 auf Schloss Chambord und wird sogar vom preußischen Botschafter Ezechiel Spanheim in seinen geheimen Berichten erwähnt. Sie setzte sich über die Jahre 1671 und 1672 fort, als der Marquis de Saint-Maurice erwähnte, dass der König gerne Zeit in Gesellschaft von Mademoiselle de Théobon verbringe, und dauerte mindestens bis Ende 1673 an.
Als Lydie vom Tod ihres Bruders bei der Überquerung des Rheins im Krieg gegen Holland erfuhr, schloss sie sich im Schwesternkloster Saint-Antoine-des-Champs ein und blieb dort ein paar Monate lang zur Trauer. In Briefen vom 8. Juli 1672 berichtet Madame de Sévigné davon: «Madame Dampierre ist sehr verzweifelt, aber sie gibt Madame de Théobon nach, die sich wegen des Todes ihres Bruders im Konvent der Sœurs de Sainte-Marie du Saint-Antoine eingeschlossen hat...»

### Rivalin der Madame de Montespan
Der Marquis de Saint-Maurice erwähnte im Februar 1673, dass die Hofdamen der Königin bei einem Ball in Saint-Germain nicht anwesend waren, was viele zu der Annahme veranlasste, dass dies daran liegen könnte, dass Madame de Montespan schwanger sein könnte und sie sich daher der königlichen Zuwendung entziehen wollte. Er erwähnte auch, dass man am Hofe klatsche, «der König widme sich nun ziemlich intensiv der Mademoiselle de Theobon, einer Ehrendame der Königin. Sie sei sehr hübsch gewesen, werde derzeit sehr oft und sei, so nehme man an, sogar bereits vor drei Jahren in Chambord von Seiner Majestät mit Besuchen beehrt worden.»
Madame de Montespan war mit Recht ziemlich eifersüchtig und wusste, dass ihr Geliebter sich ständig mit den diversen Demoiselles d’honneur amüsierte. Sie versuchte ihn dazu zu bringen, die Demoiselles zu entlassen und durch fromme verheiratete Damen zu ersetzen, aber der König lehnte diese Idee zunächst ab. Zum 26. November 1673 wurde Lydie sodann, neben vielen anderen Damen, trotzdem entlassen. Sie und einige der anderen entlassenen Hofdamen wurden aber schon bald als Ehrendamen der Schwägerin des Königs, Liselotte von der Pfalz (genannt: Madame), wieder in höfische Dienste aufgenommen.

### Vertraute der Liselotte von der Pfalz
Anscheinend wurde Lydie in der Folgezeit von Monsieur (dem Bruder des Königs) angeworben, um seine neue Frau Liselotte im Auge zu behalten, was aber nicht ganz gelang, da Lydie und Liselotte schnell sehr gute Freundinnen wurden.
Lydies Affäre mit dem König war auch noch nicht ganz vorüber. Madame de Sévigné erwähnte sie in Paris in einem Brief an ihre Tochter vom 7. August 1676. Sie deutet an, dass Ludwig XIV. immer noch leidenschaftliche Gefühle für sie hatte, und auch sie für ihn, was einige Höflinge für gänzlich lächerlich hielten, da sie keine Chance sahen, dass Lydie jemals den einflussreichen Platz der Quanto (Madame de Montespan) einnehmen könne.
Etwa zur gleichen Zeit, als sie fast vierzig Jahre alt war, dachte Lydie über eine Ehe nach. Sie hatte dafür den künftigen Lieutenant-général des Languedoc, Louis Oger de Cavoye, auserkoren, aber Louise-Philippe de Coëtlogon, eine andere von Madames Ehrendamen, kam ihr zuvor und heiratete diesen 1677. Für Lydie fand sich jedoch ein anderer Edelmann, den sie im folgenden Jahr heiraten sollte. Es war Charles d’Harcourt, Graf de Beuvron, Kapitän der Gardes de Monsieur.

### Erste Verbannung vom Hof 1682
Lydie, nun Comtesse de Beuvron, geriet in die Schusslinie zwischen Madame und Monsieur. Wegen diversen Verleumdungen und Einflussnahmen des Chevalier de Lorraine und des Marquis d’Effiat auf Monsieur mussten sich Lydie, und auch ihr Mann, der Kammerherr Graf de Beuvron, bald vom Leben bei Hofe zurückziehen. Nach ihrem Abgang war Madame Liselotte den Intrigen der Favoriten und der Willkür ihres Mannes nahezu schutzlos ausgeliefert. Lydie verbrachte nun einige Zeit in verschiedenen Klöstern (laut Spanheim zog sich Lydie ins Visitantinnen-Kloster Faubourg Saint-Germain und dann ins Kloster du Port-Royal de Paris zurück). Sie blieb trotzdem stets eine enge Vertraute der Madame, Liselotte von der Pfalz, und diese erwähnte sie oft in ihren Briefen. In einem Schreiben Liselottes an ihre Tante, Sophie von der Pfalz, der Herzogin von Hannover, vom 12. September 1682 schrieb sie: «Ich schätze die Théobon überaus (wörtlich: „Ich habe sie sehr lieb“). Ich hielt sie stets für äußerst treu, und von großer Zuneigung für mich. Hierfür will ich ihr mein Leben lang dankbar sein.»  In einem weiteren Brief an die Tante von 29. August 1683 nennt sie Lydie wörtlich die gute schwarze Jungfer und bezieht sich auf Lydies dunkles Haar und dunklen Teint. Zudem unterhielt Liselotte von der Pfalz einen (heute nicht mehr erhaltenen) fast täglichen Briefverkehr mit Lydie, als diese vom Hof verbannt war.
Mit der Aufhebung des Edikts von Nantes im Jahr 1685 erfolgte Lydies Konversion zum Katholizismus. Drei Jahre später war sie verwitwet (Graf Beuvron † 29. September 1688), kinderlos und arm, und blieb dennoch der Familie ihres verstorbenen Mannes sehr nahe (hugenottische Familie Beuvron, eine Schwägerin, Catherine-Henriette d'Harcourt, heiratete 1659 den Herzog Louis d’Arpajon und war Dame d’honneur der Dauphine Maria Anna), deren Mitglieder teilweise im Dienst der Madame de Maintenon standen. Lydie und Liselotte sahen sich im selben Jahr wieder, und auf ihren Wunsch hin verdoppelte König Ludwig XIV. die Rente für Lydie von 2000 Livre auf 4000 Livre pro Jahr.

### Hofdame der Madame 1688
Lydie wurde ab 1688 wieder zu Liselottes Dame de compagnie (Hofdame), dennoch durfte sie auf Befehl von Monsieur nicht offiziell in die Dienste Liselottes zurückkehren. In der Hoffnung, dies zu ändern, fiel Lydie Intrigen zum Opfer, und beabsichtigte 1694, einen von Monsieurs Liebhabern zu heiraten, den ebenfalls verwitweten Marquis d’Effiat, einen Feind Liselottes, was wiederum Madame Liselotte nicht gefiel. Monsieur scheint dies geplant zu haben, da er wohl er seinen Bruder bitten wollte, den Marquis zum Herzog zu erheben. Die Heirat hat aber nie stattgefunden, da Madame so empört war, dass eine solch skandalöse Ehe überhaupt in Betracht gezogen wurde, dass sie dieses Vorhaben vereitelte.

### Offizielle Rückkehr an den Hof und letzte Jahre
So kehrte Lydie erst 1701, nach dem Tod von Monsieur, an den Hof in Madames Dienste zurück. Dank Lydie lernte dort ihr enger Freund, der erheblich jüngere Louis de Rouvroy, duc de Saint-Simon, die Hintergründe und den Klatsch am Hofe erstmals näher kennen. In seinen Überlieferungen findet sich eine eindrückliche Schilderung der Person Lydies und der Zeit ihrer Verbannung vom Hof.
Lydie starb wenige Jahre später, am 23. Oktober 1708, im Schloss Marly. Madame war sehr bewegt über den Verlust ihrer langjährigen Vertrauten. In einem Brief vom 25. Oktober schreibt sie an ihre Tante: «Ich schreibe Ihnen heute, obwohl ich aus den Tiefen meiner Seele geplagt bin... ich habe vorgestern eine gute und treue Freundin verloren, nämlich die Comtesse de Beuvron, und das hat mich grausam berührt. Ich verspreche fortan jede Woche zu schreiben, da ich jetzt über mehr Zeit verfüge, weil nun die arme Frau tot ist, an die ich jeden Tag lange Briefe geschrieben habe.»

## Nachwirken
Im Jahr 2004 tauchte bei einer Ebay-Auktion ein Manuskript von Cembalo-Stücken aus ihrem Besitz auf, das 2020 komplett von dem Cembalisten Christophe Rousset unter dem Titel "Le Manuscrit de Madame Théobon" eingespielt wurde. Ob Lydie selbst Cembalo spielte oder ob es vielmehr zur musikalischen Untermalung ihres Salons diente, konnte nicht herausgefunden worden, zeigt aber das hohe musikalische Niveau der Widmungsträgerin. Von den rund 80 Stücken waren 7 bisher unbekannt; die meisten Stücke stammen von Jean-Baptiste Lully, dem Hofkomponisten Ludwig XIV., darunter so berühmte Stücke wie die "Passacaille d'Armide".